# Wilhelm Hasse
Wilhelm Hasse (24 de noviembre de 1894-21 de mayo de 1945) fue un general en la Wehrmacht de la Alemania Nazi durante la II Guerra Mundial que comandó el 17.º Ejército. Fue condecorado con la Cruz de Caballero de la Cruz de Hierro con Hojas de Roble. Hasse murió el 21 de mayo de 1945 de las heridas sustraídas a principios de ese mismo mes.

## Condecoraciones
- Cruz de Hierro (1914) 2ª Clase (17 de septiembre de 1914) & 1ª Clase (21 de abril de 1915)[1]
- Broche de la Cruz de Hierro (1939) 2ª Clase (11 de septiembre de 1939) & 1ª Clase (2 de octubre de 1939)[1]
- Cruz Alemana en Oro el 26 de enero de 1942 como Oberst im Generalstab del AOK 18[2]
- Cruz de Caballero de la Cruz de Hierro con Hojas de Roble
  - Cruz de Caballero el 12 de agosto de 1944 como Generalleutnant y comandante de la 30 Infanterie-Division[3]
  - Hojas de Roble el 14 de enero de 1945 como General der Infanterie y comandante del II. Armeekorps[4]